# Club Independiente Unificada
El Club Atlético Independiente Unificada, más conocido simplemente como Independiente Unificada, fue un club de fútbol de la ciudad de Potosí, Bolivia. Fue fundado el 1 de abril de 1927 con el nombre de «The Sporting Independiente» por un grupo de jugadores locales. Fue uno de los clubes fundadores de la Liga del Fútbol Profesional Boliviano. Fue reconocido como el principal club potosino del siglo XX. Su clásico rival fue el Club Highland Players con el que disputó el antiguo «Clásico Potosino». El equipo compitió hasta 2020, y después se disolvió, luego de varios años de gestiones fallidas encaminadas a la reestructuración para el posterior saneamiento de la institución.
Después de su descenso de la máxima categoría del fútbol de Boliviano en 1982, pasó a conformar en la Asociación de Fútbol Potosí (AFP) en la que salió campeón en 1989 y 1992, de la cual descendió.

## Historia

### Fundación
El nacimiento de esta prestigiosa institución se remonta posiblemente al mes de febrero de 1926-27, ya que la idea de organizar un nuevo club surgió a través de una charla que tuvieron los jugadores de distintos equipos que habían ido a entrenar en la Cancha Delicias. 
Entre los que en realidad fundaron el club están 4 jugadores del Sporting: Onofre Quiróz, Pascual Villca, Gregorio Velásquez y Daniel Vargas; uno sólo del club Bolivia, Dulfredo Zambrana y 6 de la Segunda División del Highland Players: Aniceto López, Marcial Mariscal, Daniel Torrico, Lino Romay, Carlos Ossio y Gróver Zambarana.
La idea iba madurando en los días de entrenamiento, con el intercambio de proyectos que efectuaban en el trayecto de la Estación Ferroviaria y Las Delicias. Director Técnico de este equipo era Don Manuel Buitrago, considerado "el maestro" del fútbol potosino.
Finalmente, se concretó la fundación del club el 1 de abril de 1927 en la casa del Dr. Quiróz, padre del jugador Onofre Quiróz, sita en calle Oruro.
La mayor parte eran estudiantes de secundaria. En la reunión se pusieron a discutir sobre el nombre que debía llevar el nuevo club, predominando el de "Independiente", por considerar que los jugadores de Highland se independizaban; también hubo la idea de que lleve el nombre de Sporting, por lo que a manera de transacción se puso el denominativo de "The Sporting Independiente". Se levantó el Acta de Fundación en un cuaderno de hojas cuadriculadas y se designó el Directorio con los siguientes:
Presidente Onofre Quiróz, Vicepresidente Dulfredo Zambrana y Capitán del equipo Carlos Ossio.
Después de una preparación consciente que duró más o menos un mes, debían enfrentar por primera vez al crédito del fútbol potosino, el famoso Highland Player's. 
El naciente "Sporting Independiente" debía pensar en el uniforme, pues no contaban con ningún apoyo y en su condición de estudiantes no tenían dinero.
La casualidad hizo que mucho antes hubieran recibido el obsequio de camisetas del Gobierno, que eran color azul, y aunque estaban un tanto descoloridas, pudieron servir para enfrentar a los fuertes rivales.
Los pantalones cortos que consiguieron también fueron de color azul. Utilizaron medias gruesas de color negro, algunos jugadores le pusieron adornos de color blanco, de tela Imperial. 
Como no todos habían cumplido con este detalle, casi al borde del encuentro pintaron sus media con tiza blanca. En cuanto a los calzados, casi ninguno tenía de fútbol, la mayoría utilizó calzados de soldado, con caña alta; para uno de ellos, Villca, le consiguieron "cachos" número 40, que resultaron muy grandes. Entonces ante el apremio de la hora, rellenaron el atuendo con trapos.
En el sector de los actuales camarines del Estadio (Potosí) de la Calle Sucre, existían algunas habitaciones que fueron habilitadas como camarines. En el de Sporting Independiente, se presentó el Dr. Vicente Leytón, en representación de la Asociación de Fútbol, quien primero felicitó a los integrantes del flamante club deseándoles éxitos en su campaña deportiva, ya como de minutos más debían enfrentar al poderoso Highland, les recomendó que pierdan; pero, que no sea por goleada y que hagan todo lo posible para evitar ese desenlace abrumador.
A manera de respuesta, Dulfredo Zambrana usó de la palabra y dijo: que ellos habían entrenado con responsabilidad y que no estaban ingresando a perder a la cancha; y que ellos conocían el juego de Highland, por haber practicado con ese club varias veces y siempre haberles ganado en los entrenamientos; por tanto, ese día podía repetir una hazaña.
Al ingresar y al pasar por la pileta de agua que existía en el patio, se "arreglaron", se peinaron. Minutos después estaban en el campo de juego, frente nada menos que a uno de los grandes del balompié local. Este compromiso se jugó más o menos a fines del mes de mayo de 1927, con alternativas interesantes.
Llegó el gol de Highland; sin embargo, la alegría duró poco, ya que apenas había partido del centro, en un avance muy bien sincronizado, la pelota llegó a los pies de Zambrana, quién remató violentamente, deteniendo a media Ricardo Bohorquez, que no pudo evitar la caída de su arco. Se produje el empate, que se mantuvo hasta el final. Este fue el primer gol de la nueva entidad.
El año 1927, la comisión directiva, quedó compuesta por Hugo Revollo, Gregorio Rocabado, Pio F. Tapia y Alfredro Arratia. Mientras que el plantel de jugadores por Onofre Quiróz, Dulfredo Zambrana, N. Céspedes, Lino Berazaín, Emilio Coronel, Hugo Bohorquez, Marcial Mariscal, Daniel Torrico, Gregorio Velásquez, N. Barahona, Daniel Vargas y Exequiel Velásquez.

### La Equipación del club
Como sucediera con Atletic de Bilbao, que compraba su indumentaria de un equipo inglés para su equipo titular y su filial Atlético de Madrid, algo similar ocurrió con este nuevo equipo en Potosí, comprando equipación del equipo Independiente Argentino de Avellaneda.
El Dr. Simón Mendivil, médico de la Villa Imperial demostraba mucho interés por la Filosofía y también por el deporte llegando a ser elegido presidente del "Club Atlético Independiente" (como se lo llegó a denominar en honor al mismo equipo argentino); quien mandó importar de la Argentina camisetas como de "los dialos rojos" de Avellaneda; las mismas que no fueron exactamente rojas sino ocre brilloso, que cuando más lavadas tenían más brillo. 
Eran de cuello elegante, con cintillos y borlas en el pecho.
Los "cachos" (botines) fueron importados de Inglaterra. En el sector de juanete tenían una plancha metálica, constituyendo toda una novedad y motivo de orgullo para todos los integrantes del equipo. La marca de estos calzados era "Climax". 
Las pelotas de fútbol también fueron importadas de Inglaterra, país considerado "la cuna del fútbol". Estos balones tenían una boquilla que llegado el momento lastimaba a los "cabeceadores", los cuales llegaban a usar por este motivo una vasca, en la cabeza a modo de protector.

### El Tricampeonato
En los primeros años, Independiente pese a contar con un buen equipo, con dificultad llegó a ocupar el tercer, lugar mientras que Highland Players era campeón, pero en las gestiones de 1930-1931-1932 se clasificó gallardo campeón de nuestro balompié. Los torneos fueron suspendidos debido a la Guerra del Chaco, a donde acudieon todos los jugadores en defensa de la Patria.
El Dr. Mendivil, como buen galeno y mejor dirigene, tuvo mucho cuidado en la preparación del los jugadores. Aconsejaba una buena alimentación, y la preparación física era fundamental. Gregorio Velasquez jugador de Independiente, era uno de los atletas más destacados y el Dr. Dulfredo Zambrana, marcaba un poco más de los 10 segundos en 100 metros planos, en competencias a las que el público también asistía en gran número.

### Un poco más de Historia
Como quiera que el equipo rojo había ganado mucho prestigio con sus buenas campañas en los campeonatos, rápidamente atrajo a muchos adeptos, destacándose el gran artista Don Fortunato Uribe, el Dr. Nava Morales, y Don Isaac Flores Ponce, quienes habían colaborado decididamente al club en tiempos tan memorables y al equipo que iba a ser uno de los más populares de la Ciudad Única.
Don Lázaro León fue otro de los dignos colaboradores del plantel de la divisa roja. También fueron los artistas José Sandi, Teodor Córdoba, Francisco Terrazas y el siempre recordado Don Paulino Subieta. Don Armando Alba, el Dr. Felipe Dalence, los pedagogos Alfredo y Heriberto Guillén Pinto, los doctores Zenón Duchén, Arturo Carrasco y otros que apoyaron al plantel rojo.
Y entre los dirigentes sobresalen: Don Carlos Iturralde, Aniceto López, Ing. Procopio García, Dr. Hector Alemán Ugarte, Don José Subierta Bracamonte y otros. 
En la Guerra del Chaco murió Onofre Quiróz (fundador y primer presidente del club)que había egresado de la Facultad de Derecho; donde también cayó otro de sus integrantes el artesano Daviel Vargas (sastre).

### Conformación del primer plantel en los años 70
El primer elenco rojo tuvo la clásica alineación de la época:
1 golkeaper, 2 backs, 3 halfs, 5 forward.
Lino Berazaín era considerado uno de los mejores arqueros; Daniel Vargas y Daniel Torrico en la zaga; N. Céspedes, Emilio Coronel y Exequiel Velásquez en el medio campo; N. Barahona, Marcial Mariscal, Gregorio Velásquez, Dulfredo Zambran y Onofre Quiróz en la delantera; donde también alternó Hugo Bohorquez.
Más tarde se incorporó como arquero Aniceto (Boby) López. En el medio campo no faltó la diminuta pero destacada figura de Carlos Ossio, que por su calidad fue nombrado capitán del equipo.

### El Cambio de Nombre CIU
Con el pasar de los años en las décadas posteriores 60' cuando la economía regional empezó a decaer y nadie quiso hacerse cargo del club se pidió a trabajadores de la Empresa Minera Unificada Sociedad Anónima (EMUSA), se hicieran cargo de tan prestigioso Club que tantas glorias había dado a la población Potosina, es así que como existión nueva gente que se hizo cargo de un club que iba en su desaparicíón fue esta empresa minera que le agregó su nombre, con lo cual el club paso a denominarse "CLUB INDEPENDIENTE UNIFICADA" y quedó así hasta su participación y fundación de la Liga del Fútbol Profesional Boliviano (junto a equipos como Bolívar, The Strongest, Always Ready, Petrolero, Wilstermann, Aurora, San José, Stormers, Oriente Petrolero, Guabirá, Blooming)en la cual participó hasta 1982 para después volver a jugar en la Asociación de Potosí (AFP).

## Uniforme

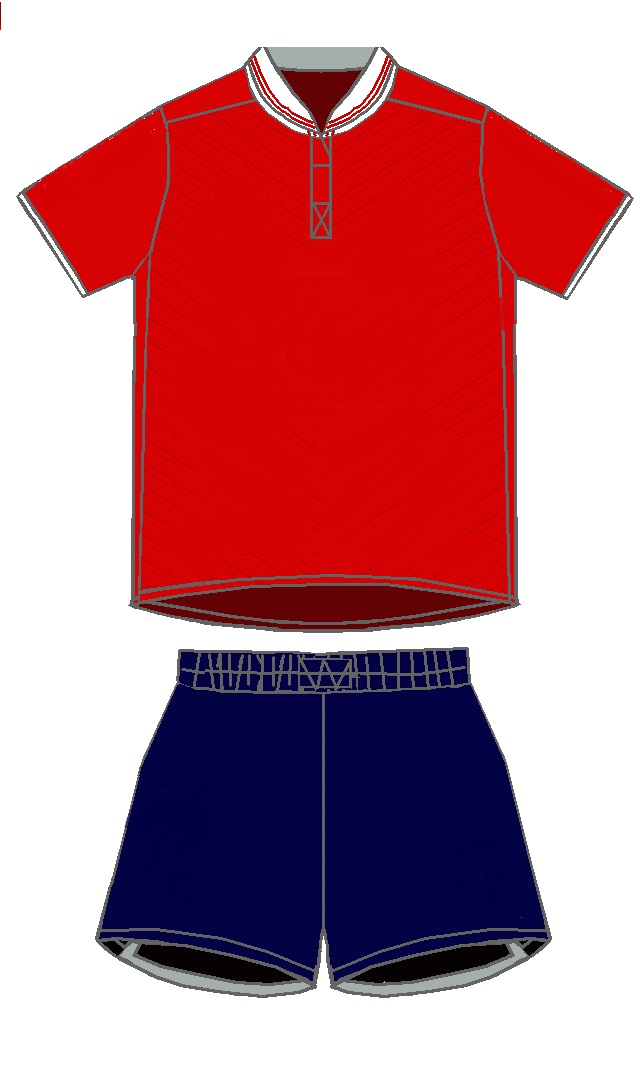
Camiseta y pantalón corto de Independiente Unificada.

### Uniforme actual
- Uniforme titular: Camiseta roja, pantalón azul y medias azules.
- Uniforme alternativo: Camiseta azul, pantalón azul y medias azules.

## Instalaciones

### Estadio
El club ejerce de local en el Estadio Potosí que posee una capacidad para 6 500 espectadores.
El club jugo dos partidos internacionales en este escenario deportivo, el primero ante Independiente de Avellaneda, y el segundo en 1973 ante la Selección Fantasma de Argentina conformada por jugadores de la selección Argentina, destinados a adecuarse a la altura de La Paz, para las Eliminatorias de la Copa Mundial de Fútbol de 1974 celebrada en Alemania.

## Rivalidades

### Nace el Clásico Potosino
Fuera de este partido, se jugaron otros dos frene al afiatado rival; ambos terminaron empatados en 1927; hasta que en el último encuentro, el equipo de la franja azul (Highland Players) se impuso con mucha dificultad con marcador de 2 goles a 1; aunque infringiendo las reglas de juego de la época que no permitían cambios, sin embargo Highland sacó a Berindoague y en su lugar ingresó Arturo Leytón apodado «el choclo», con su concurso ganó el equipo favorito.
Así nació el clásico del fútbol potosino. Pero The Sporting Independiente cambió de nombre; pues a los pocos días de su nacimiento, los jugadores se informaron a través de la revista «EL GRAFICO», de Buenos Aires, de la existencia de un gran club nominado «INDEPENDIENTE»; nombre que resolvieron adoptar y utilizar los mismos colores de su uniforme: camiseta roja y pantalón azul.

## Datos del club
- Puesto en la clasificación histórica de la Primera División: 27.º
- Temporadas en Primera División: 9 (1970, 1972, 1975, 1977-1982).
- Primer partido en torneos nacionales: 2 - 0 contra Stormers S. C. (22 de septiembre de 1977).
- Jugador con más goles: Humberto Arrieta (25 goles en competiciones oficiales).

## Palmarés

### Torneos regionales (7)
| Competición regional  | Títulos                                  | Subcampeonatos |
| --------------------- | ---------------------------------------- | -------------- |
| Primera "A" (AFP) (7) | 1930, 1931, 1932, 1970, 1975 1989, 1992. |                |